# Arkesden
Arkesden is een civil parish in het bestuurlijke gebied Uttlesford, in het Engelse graafschap Essex met 366 inwoners.